# Cellula satellite
La cellula satellite, in riferimento alle caratteristiche istologiche del tessuto muscolare scheletrico, è una cellula staminale.

## Descrizione istologica
Le cellule satellite si trovano fra le fibre muscolari e l'endomisio, ovvero la guaina di tessuto connettivo che le ricopre. Queste sono inoltre considerate come cellule non eccitabili ovvero non trasportano elettricità. La presenza di cellule staminali suggerisce la capacità rigenerativa del tessuto muscolare scheletrico (ad esempio, dopo un trauma o uno stiramento), seppur in misura limitata.
La proteina Cripto delle cellule satellite staminali adulte situate sulla superficie esterna della fibra è alla base dei processi di rigenerazione muscolare.